# Венер, Оливер
Оливер Венер (род. 7 июля 1984, Пирна) — немецкий политик (ХДС). С 2009 года является членом Саксонского Ландтага, где исполняет обязанности спикера по вопросам политики здравоохранения фракции ХДС. С 20 января 2016 года Оливер Венер является председателем специальной комиссии «Гарантия обеспечения и дальнейшего развития качества в сфере ухода за пожилыми людьми в Свободном государстве Саксония».

## Биография
После сдачи экзаменов на аттестат зрелости в гимназии имени Иоганна Готфрида Гердера в 2003 году в Пирне и прохождения гражданской службы в организации «Йоханнитер-скорая-помощь» Оливер Венер в 2004 году начал трехгодовое коммерческое профессиональное обучение (Торгово-Промышленная Палата) при Deutsche Beamtenkasse, где затем и продолжил работать в качестве торгового служащего. В 2009 году Оливер Венер поступил в Дрезденский технический университет (ТУ Дрезден) на основную специальность «Политология» и дополнительную «Социология», где получил степень бакалавра гуманитарных наук.

## Политика
Оливер Венер является членом Молодёжного союза Германии, а также членом партии ХДС. Будучи выбранным в 2005 году казначеем Молодёжного союза в округе Саксонская Швейцария, Венер в 2006 году занял затем там должность заместителя председателя. Также в 2006 году он стал членом правления городского отделения партии ХДС в Пирне, где с 2014 года является председателем.
Во время выборов в Ландтаг в 2009 году он был главным кандидатом от Молодёжного союза Саксонии и Нижней Силезии и выиграл прямой мандат в избирательном округе Саксонская Швейцария 1 (избирательный округ 49), набрав 36,7 % голосов. Он стал членом Комитета по вопросам социальной сферы, здравоохранения, семьи, молодежи, пожилых людей и защиты прав потребителей, членом Земельного комитета содействия молодежи, а также Петиционного комитета Саксонского Ландтага. Кроме того, Оливер Венер входит в состав исследовательского комитета «Abfall-Missstands-Enquete».
Во время местных выборов в Саксонии в 2014 году Венер был избран в Крайстаг (представительный орган) района Саксонская Швейцария — Восточные Рудные Горы.
В августе 2014 года Венер во время прямых выборов был вновь избран в Ландтаг в избирательном округе Саксонская Швейцария — Восточные Рудные Горы 3 (избирательный округ 50), получив 37,3 % голосов. С тех пор он является заместителем председателя Комитета по вопросам социальной сферы, здравоохранения, семьи, молодежи, пожилых людей и защиты прав потребителей, а также спикером по вопросам политики здравоохранения фракции ХДС. Кроме того, он все ещё входит в состав Петиционного комитета. С 20 января 2016 года в качестве председателя Венер руководит специальной комиссией «Гарантия обеспечения и развития качества в сфере ухода за пожилыми людьми в Свободном государстве Саксония».

## Другая деятельность
Оливер Венер является председателем «Германского Красного Креста» в Пирне и членом консультативного совета клиники «[null ХЕЛИОС Клиникум Пирна ГмбХ]».
Венер состоит в зарегистрированном объединении «Парламентский форум Центральной и Восточной Европы», в надпартийной организации парламентариев Саксонского Ландтага, а также представителей сферы экономики и общественной деятельности, которая содействует сотрудничеству между политическими и управленческими деятелями Саксонии и Центральной и Восточной Европы с целью оказания поддержки таким областям, как экономика, наука, культура и общественная жизнь.
Оливер Венер поёт в мужском хоре города Либштадт (первый бас). Кроме того, он является членом содействия зарегистрированного объединения «Аэроклуб Пирна» и состоит в данном объединении, имея лицензию пилота-спортсмена (Sport Pilot Licence).